# Sindicat Agrícola de Sarral
El Sindicat Agrícola de Sarral és una obra de Sarral (Conca de Barberà) inclosa a l'Inventari del Patrimoni Arquitectònic de Catalunya.

## Descripció
El celler del Sindicat Agrícola de Sarral o Sindicat dels Pobres segueix l'estil característic dels cellers cooperatius de l'època, de caràcter, però, força senzill. És format per dues naus, amb cobertala de teula a dues vessants, la més llevantina de força més amplada que la seva veïna. A ponent de la segona nau s'hi aixecà un tercer cos, adaptat a la forma de la parcel·la. Cal destacar la utilització de l'obra vista de maó en finestres, portes i en les cornises de les cobertes. El parament és arrebossat, amb imitació de carreuat.

## Història
Fruit d l'esperit de cooperativisme agrari, a final del segle xix es va crear a Sarral la Societat de Treballadors Agrícoles del Poble de Sarral que, el 1907, per tal d'acollir-se als beneficis de la Llei de Sindicats de 1906, va canviar el nom de "Societat Agrícola" pel de "Sindicat Agrícola", i el 1912 aixecà un celler segons el model popular del primer celler cooperatiu de Catalunya i Espanya, el Celler de la Societat de Barberà o Sindicat dels pobres. El Sindicat Agrícola de Sarral fou conegut, popularment també, com el Sindicat dels pobres.
Posteriorment, el 1913, els propietaris més importants de Sarral van fundar el seu propi sindicat que l'any següent construiria el seu celler. Aquest celler, que es va anomenar Sindicat de Vinicultors de Sarral (popularment "Sindicat dels rics"), seria construït per l'arquitecte Pere Domènech i Roura
L'any 1959 es van fusionar les dues entitats amb el nom de Cooperativa Vinícola de Sarral